# Polypedilum tetracrenatum
Polypedilum tetracrenatum is een muggensoort uit de familie van de dansmuggen (Chironomidae). De wetenschappelijke naam van de soort is voor het eerst geldig gepubliceerd in 1962 door Hirvenoja.